# ウエルシア薬局
ウエルシア薬局株式会社（ウエルシアやっきょく、英: Welcia Yakkyoku Co., Ltd.）は、調剤薬局併設型ドラッグストアをチェーン展開する日本の企業。本社を東京都千代田区外神田2丁目2番15号のウエルシアビルに置く。イオングループに属する。
なお、表記・発音の「ウェルシア」は誤りで、ウエルシア薬局および親会社（持株会社）であるウエルシアホールディングスの公式サイトでも「ウエルシアの『エ』は大文字を採用しています」と明記されている。

## 概要

### イオングループの一員として
1959年に東京都府中市で創業した株式会社十字（十字薬局）を源流とし、鈴木孝之が創業した一の割薬局（埼玉県春日部市）、池野隆光が創業した池野ドラッグ（埼玉県坂戸市）の3社が、2002年までに合併することにより成立。初期には合併前の各社が「グリーンクロス」や「コア」の名称でドラッグストアを営業していたが、2002年に店名を「ウエルシア」に統一した。
2000年2月にジャスコ株式会社（現：イオン株式会社）と業務資本提携を行いイオングループ入りした。「ウエルシア」という屋号は、イオングループのナショナルドラッグチェーンである「ハピコム」の屋号変更当時の名称である「イオン・ウエルシア・ストアーズ」から採用されたものであるが、「ハピコム」への名称変更後も「ウエルシア」の屋号は変更されず、現在に至っている。
なお、イオンが2000年代初頭に策定した計画では、2010年頃までにイオングループ内の薬局事業を1社に統合する計画もあった。
イオングループの店舗として一部のトップバリュ製品を取り扱うほか、店舗によっては近隣のオリジン弁当店舗で製造された弁当や惣菜を販売するなど、グループ内での連携を行っている。本社ビル「ウエルシアビル」1階ではウエルシア薬局とイオングループのコンビニエンスストアであるミニストップを融合した店舗を出店している。
2022年9月には親会社のウエルシアホールディングスが同業会社であるコスモス薬品に対抗する目的として、イオン九州との合弁でイオンウエルシア九州を設立。九州地方において、店舗を共同展開していくことを発表した。
その一方で、ポイントサービスはTポイントを主体としており、Tカードに付帯して利用できる電子マネー「Tマネー」による支払いもできる。イオングループの電子マネーWAONも一部店舗を除いて利用可能である。かつては「WAON POINTカード」は利用不可であったが、2023年1月24日から一部の店舗を除いて導入した。その後、2024年5月1日からポイントサービスをWAON POINT主体に変更することを同年3月に発表した。因みにイオングループでTポイントを導入している企業は他にマルエツがある。過去にはレッドキャベツもマックスバリュ九州（現:イオン九州）に運営が移管されるまではTポイントを導入していた。また、ワーナー・マイカル・シネマズが導入していた時期がある。
また、北海道の独立系コンビニであるセイコーマートからワインやアイスクリームなどのプライベートブランド商品の供給を受けている。なお、当社では北海道に出店はしていないものの、2022年6月にウエルシアグループ入りしたコクミンが北海道（札幌市中央区と千歳市のみ）に展開している。
ATMについては、イオン銀行ではなくりそな銀行の「バンクタイム」を設置している店舗もあるが、イオン銀行ATMを設置している店舗やATM自体を設置していない店舗もあり、統一されていない。なお、バンクタイムATMは2024年度中のサービス終了により順次撤去あるいはイオン銀行への置き換えが進められている。クレジットカードについてはイオン銀行（イオンカード）と協業し、2023年4月から提携カードの申込・発行を開始した。
上記のようにイオングループの企業でありながら、サービス面でイオンとは一線を画す点も見られる。

### 持株会社の設立後
その後もM&Aにより多数のドラッグストアを合併することを繰り返し、業容を拡大してきた。
2008年9月1日、高田薬局（静岡市、元マツモトキヨシグループ）と株式移転により共同持株会社「グローウェルホールディングス」を設立。これに伴いウエルシア関東は上場廃止、グローウェルホールディングスが上場した。2012年9月1日、グローウェルホールディングスはウエルシアホールディングス株式会社に社名変更した。
2013年3月1日、寺島薬局（つくば市）を完全子会社化するとともにドラッグストア事業を譲受。これにより茨城県、栃木県、埼玉県、千葉県、長野県の店舗数が増加、福島県の店舗が新たに編入されて東北地方に進出した。翌2014年5月1日、寺島薬局をウエルシア介護サービス株式会社に社名変更した。
2014年9月1日、高田薬局（ウインダーランド）・ウエルシア関西（イレブン、ハートランドなど）・ウエルシア京都の3社を吸収合併し、ウエルシア関東は商号をウエルシア薬局に変更した。合併に先立ち、高田薬局とウエルシア関西は2014年にこれまで使用していた屋号から「ウエルシア」に順次屋号変更しており、統合によって高田薬局が運営していた静岡県や愛知県、ウエルシア関西運営の店舗が多い近畿地方が編入され、東北から近畿まで広範囲に展開するようになった。
その後も、2015年12月1日にタキヤを、2019年3月1日に一本堂を吸収合併している。
2016年9月1日にはCFSコーポレーション（横浜市）を吸収合併し、同社が運営していたハックドラッグ（派生業態を含む）の店舗を引き継ぎ「ウエルシア」との2ブランド体制で展開してきたが、「ウエルシア」への屋号変更や閉店に伴い、「ハックドラッグ」ブランドの店舗は統合当初の5都県から東京都・神奈川県に営業エリアが縮小されている。
2022年6月1日には金光薬品（倉敷市）を、2024年9月1日にはとをしや薬局（安曇野市）を吸収合併し、それぞれの屋号を引き継いだため、現在は「ウエルシア」・「ハックドラッグ」・「金光薬品」・「とをしや薬局」の4ブランド体制となっている。

### プライベートブランド
- トップバリュ - イオングループに属しているため、食料品や日用品の一部を取り扱う。
- ウェルマーク（welmark） - ウエルシアのプライベートブランド。日用品が中心。
- からだWelcia / くらしWelcia - ウエルシアのプライベートブランド。2021年6月28日より販売開始。食品や化粧品など肌に触れるものが「からだWelcia」、日用品などが「くらしWelcia」として販売されている。

### その他
- マスコットキャラクターとしてシロクマの「癒しの看板くま うえたん」が設定され、SNS公式アカウント（Twitter[16]、YouTube[17]）で使用されるほか、LINEスタンプも発売されている[18]。
- 店内で流れるCMソングは「大きな栗の木の下で」の替え歌である。
- 毎月20日はお客様感謝デーとして、WAON POINTを200ポイント以上利用すると1ポイント1.5円で利用できる。このようにしてポイントを利用する買い物のことはウエル活と呼ばれている[19]。

## 沿革
- 1959年12月 - 小関典旦が東京都府中市住吉町一丁目50番1で十字薬局を開業。
- 1965年12月 - 鈴木孝之（ウエルシアHD初代会長）が埼玉県春日部市で一の割薬局を開業[20]。
- 1968年10月 - 一の割薬局を有限会社鈴木ファーマスィに改組。
- 1971年6月 - 池野隆光（現：ウエルシアHD会長）が埼玉県坂戸市で池野ドラッグ（店名「トップ」）を開業[21][22]。
- 1974年4月 - 十字薬局を株式会社十字に改組。
- 1980年代
  - 鈴木ファーマスィが「グリーンクロス」の店名でドラッグストアを出店。
  - 株式会社十字が「コア」の店名でドラッグストアを出店。
- 1980年代～1990年代 - 株式会社十字が株式会社コアに商号変更。
- 1995年 - 有限会社鈴木ファーマスィを株式会社グリーンクロスに改組。
- 1997年
  - 7月 - 株式会社グリーンクロスと株式会社コアが合併し、株式会社グリーンクロス・コアを設立[15]。会長に小関典旦、社長に鈴木孝之が就任。
- 1998年 - 本社を埼玉県大宮市（現：さいたま市西区）三橋6丁目185番地へ移転。
- 1999年
  - 4月 - 有限会社リカーショップワタナベを吸収合併。
  - 8月 - 株式会社ツルハと業務資本提携。
  - 11月 - 有限会社高橋商店（酒類販売）の営業を譲り受ける。
  - 12月 - 有限会社コア・コーポレーションを設立し、薬事法における薬種商販売業についての販売業務委託契約を締結[23]。
- 2000年2月 - ジャスコ株式会社（現：イオン株式会社）と業務資本提携[15]。
- 2001年
  - 2月 - 株式会社ホシノ及び有限会社ホシノと業務資本提携。
  - 10月23日 - ジャスダック上場[15]。
- 2002年
  - 3月 - 株式会社池野（旧：池野ドラッグ）を吸収合併[15]。これによりグリーンクロス・コアに池野隆光が入社[24]。
  - 4月 - 本社を埼玉県さいたま市（現：さいたま市見沼区）東大宮4丁目47番地7に移転[15]。
  - 7月 - 店舗名を「ウエルシア」に統一。
- 2004年9月 - 東京証券取引所2部上場[15]。
- 2005年12月 - 株式会社グリーンクロス・コアからウエルシア関東株式会社に社名変更[15]。
- 2006年
  - 3月 - 株式会社いいの（旧イオン・ウエルシア・ストアーズ会員）を吸収合併[15]。
  - 12月8日 - 株式会社ナカヤ（子会社）を吸収合併[25]。
- 2008年
  - 3月14日 - ウエルシア関東と高田薬局（ウインダーランド）が株式移転により共同持株会社を設立し経営統合することを発表。
  - 8月26日 -  高田薬局との経営統合に伴い、ウエルシア関東が上場廃止。
  - 9月1日 - 高田薬局との共同持株会社グローウェルホールディングス株式会社を設立し経営統合[15]。持株会社が東証2部に上場。
  - 11月1日 - 同じハピコムに加盟する寺島薬局株式会社（茨城県つくば市）を株式公開買い付けにより子会社化[15]。
- 2010年
  - 12月1日 - 株式会社ナガタ薬局を吸収合併[15][26]。
  - 12月21日 - 株式会社ドラッグフジイと業務資本提携を締結。
- 2011年3月1日 - 特例子会社としてウエルシアオアシス株式会社を設立[15][27]。
- 2012年
  - 4月27日 - 親会社のグローウェルホールディングスが東証1部に指定替え。
  - 3月13日 - Tポイントを導入[28]。同時に「ウエルシアTポイントカード」の発行を開始し、従来のポイントカードは1年間のポイント清算移行期間を経て廃止となる。
  - 9月1日 - 
    - 親会社のグローウェルホールディングスが「ウエルシアホールディングス株式会社」に商号変更。
    - ドラッグフジイを吸収合併。これにより、富山県（「ウエルシアフジイ」）と石川県の店舗をウエルシア薬局の店舗に編入する。
- 2013年3月1日 - 寺島薬局を完全子会社化するとともに[15]、同社からドラッグストア事業を譲受[15][29]（当初は寺島薬局を吸収合併する予定だった[30]が、介護事業を残した上でドラッグストア事業の譲受に計画変更された）。これにより寺島薬局の福島県内の店舗をウエルシア薬局の店舗に編入する。
- 2014年
  - 4月3日 - 「ウエルシア仙台あすと長町店」のオープンにより宮城県に進出。
  - 5月1日 - 子会社の寺島薬局をウエルシア介護サービス株式会社に社名変更[15]。
  - 6月1日 - 子会社のウエルシアプラス株式会社を吸収合併[15][31]。
  - 6月12日 - 「ウエルシア相良精華台店」のオープンにより京都府に進出（関西地区1号店）。
  - 6月19日 - 「ウエルシア東近江八日市店」のオープンにより滋賀県に進出。
  - 9月1日 - イオン株式会社が保有していたウエルシア薬局の株式を、親会社のウエルシアホールディングス株式会社の株式へ株式交換を行いウエルシアホールディングス株式会社の完全子会社となった後、株式会社高田薬局、ウエルシア関西株式会社、ウエルシア京都株式会社を合併してウエルシア薬局株式会社に社名変更[15][32]。これにより、東海・関西地方の店舗をウエルシア薬局の店舗に編入する。
  - 12月 - 本社を東京都千代田区外神田二丁目2番15号に移転。
- 2015年
  - 1月22日 - 「ウエルシア岐阜加納本石町店」のオープンにより岐阜県に進出。
  - 2月1日 - 旧・ウエルシア関東子会社の有限会社コア・コーポレーションと旧・高田薬局子会社の有限会社ウィンダー・インクの2社を吸収合併[33]。
  - 12月1日 - グループ会社のタキヤ株式会社を吸収合併[15][34]、同社の店舗をウエルシア薬局の店舗に編入する。
- 2016年
  - 2月 - 日本橋ファーマ株式会社と有限会社ウエルテック（現・株式会社B.B.ON）を株式取得により子会社化[15]。
  - 5月5日 - 「ウエルシア寒河江栄町店」のオープンにより山形県に進出。
  - 9月1日 -
    - 株式会社CFSコーポレーションを吸収合併[15]、同社が経営していたハックドラッグ（派生業態のハックエクスプレス、ハックベリーを含む）の運営を引き継ぐ[35]。
    - この合併に伴い、CFSコーポレーションの子会社だった株式会社函南ショッピングセンターがウエルシア薬局の傘下となる。なお、特例子会社の株式会社CFSサンズは親会社の合併と同日にウエルシア薬局の特例子会社であるウエルシアオアシス株式会社へ吸収合併した。
- 2017年6月1日 - 日本橋ファーマ株式会社を吸収合併[15]。
- 2018年1月25日 - 「ウエルシア盛岡本宮店」のオープンにより岩手県に進出。
- 2019年
  - 2月28日 - 株式会社ジュンテンドーから「サンデーズ」の店舗ブランドで展開していたドラッグストア7店舗を事業譲受[36]。
  - 3月1日 - 株式会社一本堂を吸収合併[15]、同社が運営していた「ウエルシア」をウエルシア薬局の店舗に編入する。
  - 3月9日 - 旧「サンデーズ」店舗だった「ウエルシア益田駅前店」のオープンにより島根県に進出（中国地区1号店）。
  - 3月16日 -
    - 「ウエルシア山県安芸太田店」のオープンにより広島県に進出。
    - 新業態として、流通チャネルが限定されている国内外のラグジュアリー化粧品を専門とするラグジュアリーコスメセレクトショップ「NARCIS（ナルシス）」を立ち上げ、ダイバーシティ東京プラザ内に1号店をオープン[37]。

  - 3月30日 - 「ウエルシア新見高尾店」のオープンにより岡山県に進出。
  - 9月 - 子会社の株式会社B.B.ONを吸収合併[15]。
- 2020年
  - 3月 - CFSコーポレーションの子会社だった株式会社函南ショッピングセンターを吸収合併[15]。
  - 9月23日 - プロクター・アンド・ギャンブル・ジャパン株式会社（現：P&Gジャパン合同会社）の衣料用洗剤ブランド「アリエール」のコインランドリー店「アリエール LAUNDRY PRO」をウエルシア薬局の運営店舗5店舗に順次試験導入することを発表、同日に1店舗目として東京都江戸川区の「ウエルシア江戸川松本店」内にオープン[38]。
  - 10月8日 - 「ウエルシア坂井丸岡店」のオープンにより福井県に進出。
  - 11月2日 - 上新電機株式会社から「マザーピア」の店舗ブランドで展開していたドラッグストア6店舗を譲受[39]。
  - 11月5日 - 「ウエルシア米子東福原店」のオープンにより鳥取県に進出。
- 2021年
  - 3月1日 - 株式会社ネオファルマー、株式会社サミットの2社を吸収合併[40]。
  - 9月1日 - 「ウエルシア大分セントポルタ中央町店」のオープンにより大分県に進出（九州地区1号店）[41]。
  - 9月18日 - 「ウエルシア イオンタウン川之江店」のオープンにより愛媛県に進出（四国地区1号店）[42]。
  - 10月21日 - 千葉県千葉市に「ウエルシア イオンタウン幕張西店」をオープン。ウエルシア薬局初となる「イオンタウン」の核店舗としての出店となる[43]。
  - 10月28日 - 「ウエルシア高松伏石店」のオープンにより、香川県に進出。
  - 11月25日 - 福井県鯖江市に「ウエルシア鯖江上河端町店」をオープン。当店はウエルシア薬局の親会社のウエルシアホールディングス株式会社と資本業務提携を締結している株式会社ホームセンターみつわから譲り受けた旧みつわ鯖江店を食料品併設型ドラッグストアとして業態転換した店舗で、生鮮食品・惣菜・ベーカリーを同じイオングループのマックスバリュ北陸株式会社が運営する「マックスバリュ」との一体型店舗となり、株式会社ホームセンターみつわからの商品供給により園芸用品も取り扱う[44]。
  - 12月16日 - 「ウエルシア福岡和白東店」のオープンにより、福岡県に進出（イオン九州が運営していた「ワイドマート ドラッグ&フード和白東店」跡に出店）。
- 2022年
  - 1月28日 - 同じくイオングループに属するスーパーマーケット「カスミ」と売場を共有した新業態「BLANDE」の1号店であるつくば並木店が開店[45][46]。
  - 3月18日 - 「ウエルシアイオン島原店」のオープンにより、長崎県に進出。
  - 4月21日 - 「ウエルシア熊本麻生田店」のオープンにより、熊本県に進出。同店は福岡和白東店同様にイオン九州が運営していた「ワイドマート ドラッグ&フード麻生田店」跡に出店しており、同社とのコラボレーションにより、生鮮食品・総菜・弁当・ベーカリー・フローズンも取り扱う食料品併設型店舗となる[47]。
  - 6月1日 - 金光薬品を吸収合併[48]。同社が岡山県に展開していた「金光薬品」全店舗をウエルシア薬局の店舗に編入する。
- 2023年
  - 1月24日 - 「WAON POINT」サービスを順次導入[7]。
  - 3月24日 - 2026年2月でタバコの販売を全店舗で終了すると発表[49]。
- 2024年
  - 5月1日 - 同日からポイントサービスを「WAON POINT」主体に変更。Vポイント（Tポイント）[注 6]との二重取得は引き続き可能となるが、Vポイントの還元率は1%から0.5%に変更となるほか、ボーナスポイントなどの付与やお客様感謝デーの対象ポイントカードをからWAON POINTに順次変更する[8]。
  - 9月1日 - とをしや薬局を吸収合併[50]。同社が長野県に展開していた「とをしや薬局」全店舗をウエルシア薬局の店舗に編入する。
- 2025年
  - 3月10日 - 2024年10月21日に設立された子会社のウエルシアケアトランスポート株式会社がこの日より事業を開始し、介護タクシー事業に進出[51]。

## 出店地域・屋号
出店地域は、東北地方（青森県、秋田県を除く）、関東地方、甲信越地方、北陸地方、東海地方、近畿地方・中国地方（山口県を除く）、四国地方、九州地方（佐賀県、宮崎県、鹿児島県を除く）と、ほぼ日本全国に広域展開している。大多数の店舗で調剤を行う。
屋号は基本的に、日本全国で「ウエルシア」を使用している。
2016年にCFSコーポレーションを吸収合併した当初は、同社本店所在地であった静岡県をはじめ、山梨県、千葉県でも、同社の「ハックドラッグ」ブランドを残していたが、後に「ウエルシア」ブランドへ統一された。「ハックドラッグ」ブランドが残るのは、同社本社所在地であった神奈川県内を中心に、東京都の一部となっている。
2021年3月にネオファルマーとサミットを吸収合併した関係で、四国地方では「ウエルシア」の屋号が付かない調剤薬局が存在していたが、翌2022年に「ウエルシア薬局」へ屋号変更された。また同年6月には金光薬品を吸収合併したことに伴い「金光薬品」の屋号を引き継いだ。
2024年4月25日にペット専門店「Zoomore」を群馬県みどり市に開業。店舗ブランドは元々イオングループのサンデーが青森県と宮城県に展開しているペットショップ形態で使用されているもので、青森県と宮城県の店舗は引き続きサンデーが運営するため、ポイントサービスなどはウエルシア薬局運営の店舗と異なる。

## 主な受賞者
日本チェーンドラッグストア協会主催 セルフメディケーションアワード ウエルシア薬局受賞者一覧
- 平瀬徳幸  (第17回受賞)

- 松本あゆみ  (第18回受賞)

- 渡辺優樹  (第19回受賞)

- 倉橋来弥  (第19回受賞)

## 不祥事
千葉県佐倉市上座に所在するウエルシア薬局ユーカリが丘店の男性管理薬剤師（30代）が、2014年（平成26年）8月31日から2017年（平成29年）7月10日までの約3年間にわたり、自身を含む26人に勃起不全や脱毛症の治療薬、向精神薬など36種類の処方箋医薬品を処方箋なしで計63回授与したとして、2018年（平成30年）2月7日に県から処分を受けた。健康被害は確認されていない。
男性管理薬剤師は「要望を断り切れなかった」などと供述しており、当初は処方箋を持参して来た患者がその後に処方箋なしで購入を求めてきた例もあったと述べた。また自身には向精神薬を処方していた。男性管理薬剤師は内部調査後に退職した。処方箋医薬品以外でも用法や用量を記した説明文書を購入者に渡していない法令違反があった。
千葉県薬務課によると、2017年9月に同薬局から内部調査で不正が判明したと報告があり、同年11月まで3回の立ち入り検査を行っていた。千葉県庁は医薬品、医療機器等の品質、有効性及び安全性の確保等に関する法律（薬機法）違反として2018年2月7日、同店に同年2月9日から27日まで19日間の薬局業務停止処分を下すとともに、一連の法令違反を千葉県警察に通報した。ウエルシア薬局の千葉県内の他3店舗でも処方箋なしの医薬品販売を確認したが、これは認識不足や勘違いが原因とみられるという。